# پادووا ۳۶۳
سیارک ۳۶۳ (به انگلیسی: 363 Padua، نامگذاری:1893S) سیصد و شصت و سومین سیارک کشف شده‌است که در ۱۷ مارس ۱۸۹۳ و در نیس کشف شد.
قدر مطلق سیارک برابر ۹٫۰۱ است.